# Stereo Hearts
«Stereo Hearts» («Corazones Estéreo» en español) es el primer sencillo de la banda estadounidense Gym Class Heroes para su álbum de estudio The Papercut Chronicles II. La canción es interpretada a dueto con Adam Levine, el vocalista de la banda Maroon 5. La canción fue lanzada el 15 de junio de 2011.
En el Reino Unido la fecha de lanzamiento originalmente era el 22 de agosto, sin embargo el video musical no había sido lanzado así que la fecha de lanzamiento se pospuso hasta el 12 de septiembre, en el cual el DJ y productor Dillon Francis utilizó la a capela de ésta para hacer su sencillo IDGAFOS, promovido por Mad Decent en octubre de 2011, un día después de que la canción original fuera publicada en el Reino Unido.

## Composición
Stereo Hearts fue producida por Benny Blanco y Robopop comenzando con el vocalista de Maroon 5, Adam Levine, cantando el coro: "My heart's a stereo / It beats for you, so listen close / Hear my thoughts in every note. / Make me your radio / Turn me up when you feel low / This melody was meant for you / So sing along to my stereo."

## Lista de canciones
- Digital download

1. "Stereo Hearts (feat. Adam Levine)" - 3:31

- German CD Single

1. "Stereo Hearts (feat. Adam Levine)" - 3:31
2. "Stereo Hearts (feat. Adam Levine)" - Soul Seekers Retronica Extended Mix - 6:17

## Versiones
- Samuel Larsen, Dianna Agron, Chord Overstreet y Amber Riley versionaron la canción en Glee, en el episodio «Heart» de la tercera temporada.
- Niall Horan de la boyband británica-irlandesa One Direction interpretó la canción durante un concierto del Up All Night Tour de 2011.[4]

## Rendimiento en listas
| Lista (2011-12)                                   | Posición máxima |
| ------------------------------------------------- | --------------- |
| Australia (ARIA)                                  | 4               |
| Austria (Ö3 Austria Top 40)                       | 28              |
| Bélgica (Ultratip Wallonia)                       | 35              |
| Bélgica (Ultratop Flandes)                        | 4               |
| Canadá (Canadian Hot 100)                         | 7               |
| Dinamarca (Tracklisten)                           | 16              |
| Escocia (The Official Charts Company)             | 2               |
| España (Los40)                                    | 1               |
| España (PROMUSICAE)                               | 11              |
| Finlandia (Mitä hittiä)                           | 16              |
| Francia (SNEP)                                    | 19              |
| Hungría (Mahasz)                                  | 3               |
| Irlanda (Irish Singles Chart)                     | 4               |
| Italia (FIMI)                                     | 12              |
| México (Los40)                                    | 11              |
| Noruega (VG-lista)                                | 4               |
| Nueva Zelanda (RIANZ)                             | 3               |
| Países Bajos (Single Top 100)                     | 26              |
| Países Bajos (Dutch Top 40)                       | 8               |
| Reino Unido R&B (The Official Charts Company)     | 1               |
| Reino Unido Singles (The Official Charts Company) | 3               |
| Rumania (Romanian Top 100)                        | 47              |
| Suecia (Sverigetopplistan)                        | 6               |
| Suiza (Media Control Charts)                      | 28              |
| Estados Unidos (Billboard Adult Top 40)           | 7               |
| Estados Unidos (Billboard Hot 100)                | 4               |
| Estados Unidos (Billboard Mainstream Top 40)      | 1               |